# イーグルサム

イーグルサム（英: Sam the Olympic Eagle）は、1984年に開催されたロサンゼルスオリンピックの公式マスコットキャラクターである。ウォルト・ディズニー・プロダクション出身デザイナーのC・ロバート・ムーア（英: C. Robert Moore）が、アメリカの国鳥であるハクトウワシをモデルにして描いた。キャラクターが誕生したのは1980年。

## オリンピック公式マスコット
オリンピック公式マスコットであり、ロス五輪においては公式スポンサーにイーグルサムの優先的使用権が与えられたため、露出は非常に多かった。日本国内に限っても複数のテレビCMに登場し、多数のグッズが製作・販売・配布された。日本では41社が商品化し、300種以上のキャラクター商品が流通した。包装紙などにもイーグルサムが描かれたものが多数登場した。

## テレビアニメ
日本ではテレビアニメにもなり、1983年4月7日から1984年3月29日までTBSほかで放送されていた。ダックスインターナショナルとTBSの共同製作。全51話。キャッチフレーズは「イーグルハットで悪を切る」。
製作局のTBSでは毎週木曜 19:00 - 19:30（日本標準時）に放送されていたが、この時間帯はローカルセールス枠であり、自社製作番組を放送していた毎日放送や、他系列の番組をネットしていた系列局（主に民放が2 - 3局しかない県の局）は別の時間帯での遅れネットを行っていた。信越放送ならびに当時クロスネット局であったテレビ山口は本作を放送しなかったほか、TBS系列局（JNN加盟局）が当時なかった県でも本作を放送した局は1つもなかった。
オリンピックの公式マスコットを主人公としたテレビアニメは、1980年モスクワオリンピックの『こぐまのミーシャ』（日本アニメーション / 朝日放送）以来だが、本作との違いは本作品はエピソードが2本立てで全51話、先述の通りローカルセールス枠で自社の系列局だけで放送してきたのに対し、『こぐまのミーシャ』はエピソードが2本立てではなく全26話、ネット枠だが自社の系列局（テレビ朝日系列）が少ないため他系列でも放送したという違いがある。さらに2021年現在、本作は衛星波の再放送、映像ソフトの販売、動画配信の予定は今のところないのに対し『こぐまのミーシャ』は2009年にホームドラマチャンネル、2019年にAT-Xで再放送されたほか動画配信でも2021年現在、U-NEXT、dアニメストア、ビデオマーケット、アマゾンプライムビデオで視聴可能である。なお、映像ソフトの販売はこちらも今のところ予定はない。

### 登場人物
地名とキャラクター名はイーグルサムに合わせ、鳥にちなんだ名前で統一されている。また、名前がゴルフ用語に由来するキャラクターも一部いる。

### バーディーランド
ディズニーランドに似た町。イーグルサムの探偵事務所や、町の警察署である『とまり木署』、テレビ局などがあり、登場人物の大半はこの町の住人である。別の町へは鉄道が通じているほか、湾岸道路で外国航路の船が発着する港とも連絡している。
地球上に存在する設定となっており、この町に住むサムたちや鶴之助がアマゾンやアラスカなどに出かけたことがある。イギリスの女王からアルバトロスにダイヤモンドが贈られたこともあり、各国から存在を認知されている。

#### イーグルサムの探偵事務所
イーグルサム
声 - 山本圭子
主人公。第15話のサブタイトルにもあるように自称「名探偵」な迷探偵で、CMではバーディーランドの名探偵と称する。探偵の仕事が無い時にはドーナツ屋などでアルバイトをしていたこともある。
星条旗とオリンピックマークをあしらったシルクハットのイーグルハットをかぶっており、「ハットハットハットット。イーグルハットでおっとっとー」の掛け声とイーグルハットを使った手品イーグルハットマジックであらゆるピンチを解決していくが、まれに使用しないこともある。ハットの手品以外にも、動物と会話することができるなどの能力があり、事件解決に役立ったことがある。かなり適当で出たとこ勝負であるが、ピンチを脱出したり事件を解決したりした際には決まって「計算通りだよ」と言う。
中盤以降はバーディーランドのみならず、世界を舞台に活躍する。最終回ではオリンピックへと旅立つが、旅立つ前にグズランのリクエストに応えた手品でエピソードを締めた。
名前は鷲とゴルフ用語のイーグルに由来する。
カナリー・カリーナ
声 - 潘恵子
サムのスポンサーで秘書を務める、ナイスバディの美女。サム、ボギー、アルバトロス、鶴之助から好かれている。サムには母親的に接したり、ボギーの相談に乗ったりすることもある。敵に催眠術で操られて敵対したこともある。トレードマークとなっているカチューシャは通信機としても使用できる。
名前はカナリアに由来する。
グズラン
声 - 白石冬美
カナリーの弟で、サムの助手を務める。オーバーオールを着ている。その名の通りにグズで、同級生のチッチにはいつもバカにされているが、野球には才能がある。パチンコ（スリングショット）を武器にする。
名前はウズラに由来する。

#### とまり木署
アルバトロス署長
声 - 雨森雅司 → 神山卓三
バーディーランドにある警察署・とまり木署の署長。太めの体形でサングラスをかけ、カイゼル髭を生やしている。保守的な性格で、見かけないものを目にするやすぐに敵視する。サムとは仲が悪く、しばしばサムの妨害を試みる。妨害にはボギーを使うことが多いが、鶴之介を呼び寄せたりハンターを雇ったりと外注することもある。使う側にありながら、しばしばボギーよりもひどい目に遭う。動物園から逃げた虎の捜査など正当な職務をサムに妨害されることもある。
名前はアホウドリに由来する。オープニングクレジットでの表記は「署長アルバトロス」。
チッチ
声 - 山本嘉子
アルバトロスの娘。金髪で赤い眼鏡をかけている。眼鏡はバンドで頭に固定するタイプ。「〜だわさ」「こりゃダメだわさ〜」が口癖。意地悪でグズランとは仲が悪い。ボギーにも呆れている。パローという猫を飼っている。運動神経については不明だが、体操は苦手。コンピューターを使う。
ボギー巡査
声 - 増岡弘
アルバトロスの部下。アルバトロスの命令でサムの邪魔をするが、フェンシング大会で失格になる、サムのドーナツ屋に対抗してソフトクリームを売ったが全く売れなかったなどいつも失敗ばかりしている。アルバトロスの命令には忠実だが嫌っており、アルバトロスが死にかけた際には本当に死ねばよかったと言ったこともある。バーディーランドの出身ではなく、鹿児島弁でしゃべる。サムからはビッグゴリラなどと呼ばれている。ギャグシーンでは目が星型になったりする。カナリーのことが好きらしく、カナリーと敵対するのを嫌がって任務に身が入らなかったり、失敗して爆発に巻き込まれる際には「カナリーしゅわーん！」と叫んだりする。サムとは敵対関係にあるが、警察手帳を紛失してサムに助けを求めたこともある。
名前はゴルフ用語のボギーに由来する。
ソクラテス
アルバトロスの飼っている犬。種類はダルメシアン。いつも寝ており、「果報は寝て待て」が口癖。このセリフとソクラテスのアップでエピソードを締めることも多い。

#### その他
サンダーバード先生
声 - 星野充昭
鉄の男と通称される大男のスパルタ教師。子供の頃に洗濯機に落ち、大量の白衣と一緒に洗われて干されてしまった経験から白衣恐怖症になっており、白衣を見ると「白衣ィ〜!!」と叫んで顔面蒼白になり、そのまま気絶する。第31話前編でこの弱点が判明し、白衣と一緒に洗濯されて干されたシーンも描かれた。
ゴキブリゴクロウ
声 - 千田光男
サングラスをかけたゴキブリで、サムの探偵事務所の流しの下に住んでいる。しばしばサムのアイスクリームなどの中から出現し、台無しにしてしまう。現れるたびにサムはやっつけようとするものの、いつもうまく逃げる。登場時にはよくアカンベーをしている。口癖は「ゴックローさーん！ヘヘーイ！」。空を飛ぶことができ、扇風機で空を飛んだこともあるが、スケボーに乗っていることが多い。かけているサングラスは、テレビレポーターから変な眼鏡と言われていた。
初代オープニングでの表記は「ごきぶりゴクロウ」、エンディングクレジットでの表記は「ゴクロウ」。
鶴之介
声 - 古川登志夫
アルバトロスが呼び寄せた二枚目探偵。忍者のようなコスチュームを着ている。オープニング映像では第1話からラストの写真撮影の場面に登場しているが、アニメ本編では第14話から登場。腕も立ち、頭も切れる。サムとボギーの恋敵的存在で、終盤ではアルバトロスとも敵対したことがある。基本的にはサムとは敵対関係だが、サムたちをアマゾンに招待するなど友好的に接したこともある。
ペリカン先生
声 - 北村弘一
名前はペリカンに由来する。
いみじく先生
声 - 村松康雄
名前はミミズクに由来する。

### スタッフ
- 配役協力 - 青二プロダクション
- チーフディレクター - 西牧秀夫
- 絵コンテ - 西牧秀夫、飯久留沙夢、秦泉寺博、葛岡博、野田作樹、山崎トミ夫、望月敬一郎、野田拓実、矢沢則夫、大鹿日出明、高田三郎、西山祐次、岡嶋国敏、笹城将里、高須賀勝己、児玉兼嗣、八沖繁、大貫信夫 他
- キャラクターデザイン - 椛島義夫
- 原画 - 望月敬一郎、宍倉敏、増谷三郎、小野隆哉、内田広之、東海林真一、大武正枝、宮林英子 他
- 動画 - 藤沢俊幸、末吉裕一郎、金子隆幸、中村美子、中村久子、他
- 動画チェック - 中山晴夫、池ノ谷弥生、他
- 色指定 - 完甘幸隆、岡嶋国敏
- 彩色 - 遠藤礼子、山形勝俊、若尾知子、他
- 美術設定 - 川本征平（アトリエ・ローク）
- 美術監督 - 高野正道（アトリエ・ローク）
- 音楽 - 伊部晴美
- 音響演出 - 高桑慎一郎、伊藤敏弘
- 録音技術 - 茶畑三男
- 音響効果 - 今野康之（スワラプロダクション）
- 音響制作 - 映広音響
- 撮影 - 都島雅義（緒方プロダクション）、小島秀和（緒方プロダクション）、服部卓巳（緒方プロダクション）
- 編集 - 井上和夫、茂木清
- 現像 - 東京現像所
- 制作担当 - 大塚敏徳、佐藤朗
- 製作協力 - スタジオ古留美
- 制作プロデューサー - 石田康実、福田紀夫、早乙女要
- プロデューサー - 丹野雄二（ダックスインターナショナル）、永井憲二（ダックスインターナショナル）、井上博（TBS）
- 製作 - ダックスインターナショナル、TBS

### 主題歌
本作の主題歌は、全てジャニーズ事務所の男性アイドルグループ・イーグルスが歌っている。シングルレコードは、アニメ放送開始前の1983年3月25日と放送期間中の同年11月28日にそれぞれ発売。いずれもB面曲がオープニングテーマで、A面曲がエンディングテーマになっている。また、アニメで使われていた歌詞はどれも1番である。
アニメでは、オープニングのイントロに「イーグルサムはロサンゼルスオリンピックの公式マスコットです」の広告画面が挿入されている。また、オープニング映像には歌詞字幕が入るが、英語の箇所はカタカナで表記されている。

#### オープニングテーマ
「イーグル サムのマーチ」（第1話 - 第32話）
作詞 - 伊達歩 / 作曲 - 筒美京平 / 編曲 - 佐久間正英 / レーベル - アルファ・ムーンレコード（現・ワーナーミュージック・ジャパン）
「情熱forever」（第33話 - 第51話）
作詞 - 大津あきら / 作曲 - 都倉俊一 / 編曲 - 志熊研三 / レーベル - アルファ・ムーンレコード
イントロにはサムのタイトルコールが入っていた。

#### エンディングテーマ
「走れ！ゴーインBOY」（第1話 - 第32話）
作詞 - 伊達歩 / 作曲 - 筒美京平 / 編曲 - 佐久間正英 / レーベル - アルファ・ムーンレコード
初代エンディングには、サムの探偵事務所などを描いたバーディーランドのスポット紹介背景に、イーグルスのメンバーが歌い踊る実写映像を合成した映像を使用していた。この実写映像は、1983年2月14日に銀座スタジオで撮影されたものである。
「虹色 I LOVE YOU」（第33話 - 第51話）
作詞 - 大津あきら / 作曲 - 都倉俊一 / 編曲 - 志熊研三 / レーベル - アルファ・ムーンレコード

### 各話リスト
| 話数 | 放送日        | サブタイトル                                | 脚本                  | 絵コンテ | 演出       | 作画監督 |
| ---- | ------------- | ------------------------------------------- | --------------------- | -------- | ---------- | -------- |
| 1    | 1983年 4月7日 | ハット出た出た探偵団                        | 桜井正明              |          | 西牧秀夫   | 椛島義夫 |
| 1    | 1983年 4月7日 | ゴキブリチェイスでごくろうさん!!            | ひらたてつ            |          | 西牧秀夫   | 椛島義夫 |
| 2    | 4月14日       | イーグルハットの秘密                        | 桜井正明              |          | 秦泉寺博   | 椛島義夫 |
| 2    | 4月14日       | トラブる大レース                            | ひらたてつ            |          | 秦泉寺博   | 椛島義夫 |
| 3    | 4月21日       | トラトラ大作戦                              | 花園由宇保            |          | 秦泉寺博   | 椛島義夫 |
| 3    | 4月21日       | 嵐のあとの金貨騒動                          | 浜田和信              |          | 西山祐次   | 大宅幸男 |
| 4    | 4月28日       | 地震一発ナマズで勝負                        | 桜井正明              |          | 高須賀勝己 | 大宅幸男 |
| 4    | 4月28日       | ネコちゃんコンテスト                        | 戸田博史              |          | 西山祐次   | 大宅幸男 |
| 5    | 5月5日        | ゴルフで対決！パットット                    | 桜井正明              |          | 西牧秀夫   | 椛島義夫 |
| 5    | 5月5日        | ドカーンと一発プレゼント                    | 浜田和信              |          | 高須賀勝己 | 大宅幸男 |
| 6    | 5月12日       | 愉快ゆかいで誘拐だ                          | 大久保昌一良          |          | 西山祐次   | 大宅幸男 |
| 6    | 5月12日       | イヤ〜ン盗られちゃった                      | 岸宗生                |          | 岡嶋国敏   | 大宅幸男 |
| 7    | 5月19日       | 虫歯イタタタ！大騒動                        | 大久保昌一良          |          | 高須賀勝己 | 椛島義夫 |
| 7    | 5月19日       | ゴミ指輪物語                                | ひらたてつ            |          | 高須賀勝己 | 椛島義夫 |
| 8    | 5月26日       | ナンたって顔が勝負!?                        | 岸宗生                |          | 岡嶋国敏   | 大宅幸男 |
| 8    | 5月26日       | アイスクリームパニック                      | 花園由宇保            |          | 西山祐次   | 大宅幸男 |
| 9    | 6月2日        | ブラボーレインボー                          | 浜田和信              |          | 高須賀勝己 | 椛島義夫 |
| 9    | 6月2日        | バーディーランド最後の日                    | 浜田和信              |          | 高須賀勝己 | 大宅幸男 |
| 10   | 6月9日        | 妖怪オバケと一騎打ち                        | 花園由宇保            |          | 西山祐次   | 椛島義夫 |
| 10   | 6月9日        | 謎の怪獣カッシー登場                        | 花園由宇保            |          | 岡嶋国敏   | 椛島義夫 |
| 11   | 6月16日       | 謎の大男は地底人!?                          | 浜田和信              |          | 西牧秀夫   | 大宅幸男 |
| 11   | 6月16日       | 転校生は美少女!?                            | 五十嵐ひろみ          |          | 高須賀勝己 | 椛島義夫 |
| 12   | 6月23日       | ボギーに花嫁1, 2, 3!?                       | 花園由宇保            |          | 西山祐次   | 大宅幸男 |
| 12   | 6月23日       | トんだグズランうわの空                      | 浜田和信              |          | 岡嶋国敏   | 椛島義夫 |
| 13   | 6月30日       | 自転車レースでごくろうさん                  | 桜井正明              |          | 高須賀勝己 | 椛島義夫 |
| 13   | 6月30日       | 宇宙でドンパチ！スペースサム                | ひらたてつ            |          | 岡嶋国敏   | 大宅幸男 |
| 14   | 7月7日        | 鯨のサーフィンまいタッタ！                  | ひらたてつ            |          | 高須賀勝己 | 大宅幸男 |
| 14   | 7月7日        | カナリーのハートは僕のもの                  | 大久保昌一良          |          | 西山祐次   | 椛島義夫 |
| 15   | 7月14日       | 対決！迷探偵VS名探偵                        | 桜井正明              |          | 高須賀勝己 | 椛島義夫 |
| 15   | 7月14日       | 挑戦!! 鶴之介の大トリック                   | 桜井正明              |          | 西牧秀夫   | 椛島義夫 |
| 16   | 7月21日       | 必殺！ピラミッドくずし                      | ひらたてつ            |          | 岡嶋国敏   | 椛島義夫 |
| 16   | 7月21日       | 巨大石像モグラでチョン！                    | 浜田和信              |          | 高須賀勝己 | 大宅幸男 |
| 17   | 7月28日       | ゴキブリメカ怪獣大暴走！                    | 吉岡一夫              |          | 西山祐次   | 大宅幸男 |
| 17   | 7月28日       | 夢のマンション夢の夢                        | 花園由宇保            |          | 岡嶋国敏   | 椛島義夫 |
| 18   | 8月4日        | 走って走ってもうたくさん                    | 岸宗生                |          | 高須賀勝己 | 大宅幸男 |
| 18   | 8月4日        | ゴキブリ退治大作戦                          | 首藤剛志 まるおけいこ |          | 西山祐次   | 椛島義夫 |
| 19   | 8月11日       | 必殺KOパンチでOKよ！                        | 浜田和信              |          | 高須賀勝己 | 大宅幸男 |
| 19   | 8月11日       | ヨットレースでオットット                    | まるおけいこ          |          | 岡嶋国敏   | 椛島義夫 |
| 20   | 8月18日       | 世界占いタイトルマッチ                      | 桜井正明              |          | 西牧秀夫   | 大宅幸男 |
| 20   | 8月18日       | 必殺パンダ拳法アチョー                      | ひらたてつ            |          | 西山祐次   | 椛島義夫 |
| 21   | 8月25日       | カバを虫歯にしたのは誰だ                    | 大久保昌一良          |          | 岡嶋国敏   | 大宅幸男 |
| 21   | 8月25日       | 恐怖の幽霊船出現                            | 久保田圭司            |          | 高須賀勝己 | 椛島義夫 |
| 22   | 9月1日        | WANTED! 凶悪殺人犯サム!?                    | 花園由宇保            |          | 高須賀勝己 | 大宅幸男 |
| 22   | 9月1日        | 消えたグズラン                              | 五十嵐ひろみ          |          | 西山祐次   | 椛島義夫 |
| 23   | 9月8日        | あっ！UFO！宇宙人襲来!?                     | 花園由宇保            |          | 西牧秀夫   | 大宅幸男 |
| 23   | 9月8日        | ワナにご注意！トラ狩り大作戦                | 花園由宇保            | 野田拓実 | 西牧秀夫   | 椛島義夫 |
| 24   | 9月15日       | 恐怖の雪男、氷のアラスカ                    | 杉原恵                |          | 高須賀勝己 | 椛島義夫 |
| 24   | 9月15日       | 秘密の森、魔法のハットを探せ                | 桜井正明              |          | 西山祐次   | 大宅幸男 |
| 25   | 9月22日       | 危機一髪！恐怖のアマゾネス軍団              | まるおけいこ          |          | 岡嶋国敏   | 椛島義夫 |
| 25   | 9月22日       | 国際機密フィルムの謎を追え                  | 浜田和信              |          | 高須賀勝己 | 大宅幸男 |
| 26   | 9月29日       | 銀河系第3惑星への旅                         | 浜田和信              |          | 西山祐次   | 大宅幸男 |
| 26   | 9月29日       | 恐怖のスパルタ教師                          | 大久保昌一良          |          | 高須賀勝己 | 椛島義夫 |
| 27   | 10月6日       | カサブランカの人喰いワニ                    | 大久保昌一良          |          | 西山祐次   | 大宅幸男 |
| 27   | 10月6日       | モウモウ闘牛士はモウたくさん                | 桜井正明              |          | 岡嶋国敏   | 椛島義夫 |
| 28   | 10月13日      | 大募集！ドラキュラの花嫁!!                  | ひらたてつ            |          | 西牧秀夫   | 大宅幸男 |
| 28   | 10月13日      | びっくりパン焼きコンクール                  | 杉原恵                |          | 高須賀勝己 | 椛島義夫 |
| 29   | 10月20日      | ギョ！サムが小さくなった                    | 花園由宇保            |          | 高須賀勝己 | 大宅幸男 |
| 29   | 10月20日      | 秘境アンデス黄金コンドルの謎                | まるおけいこ          |          | 西山祐次   | 椛島義夫 |
| 30   | 10月27日      | なに!? カナリーのハネムーン                 | 桜井正明              |          | 岡嶋国敏   | 大宅幸男 |
| 30   | 10月27日      | サム、君こそスターだ                        | 浜田和信              |          | 高須賀勝己 | 椛島義夫 |
| 31   | 11月3日       | 鉄の男!? サンダーバード先生                 | 大久保昌一良          |          | 西山祐次   | 大宅幸男 |
| 31   | 11月3日       | ソクラテス受難の日                          | 不詳                  | 不詳     | 不詳       | 椛島義夫 |
| 32   | 11月10日      | 花嫁と悪魔のコンピューター                  | 花園由宇保            |          | 岡嶋国敏   | 大宅幸男 |
| 32   | 11月10日      | 暴れモウを送り出せ                          | 今泉俊昭              |          | 高須賀勝己 | 椛島義夫 |
| 33   | 11月17日      | アラビアンナイトだオットット                | 杉原恵                |          | 西山祐次   | 大宅幸男 |
| 33   | 11月17日      | 大減点！ボギーの警察手帳がない！            | 今泉俊昭              |          | 岡嶋国敏   | 椛島義夫 |
| 34   | 11月24日      | カナリーとおじいちゃん                      | 浜田和信              |          | 高須賀勝己 | 大宅幸男 |
| 34   | 11月24日      | 超ウルトラ大スキー！                        | 桜井正明              |          | 岡嶋国敏   | 椛島義夫 |
| 35   | 12月1日       | ハットでスリップ、ギャングは消えろ          | ひらたてつ            |          | 高須賀勝己 | 大宅幸男 |
| 35   | 12月1日       | 名探偵まっさお！銀行強盗X                   | 岡村香織              |          | 西山祐次   | 椛島義夫 |
| 36   | 12月8日       | アルバトロスの花嫁                          | 杉原恵                |          | 岡嶋国敏   | 大宅幸男 |
| 36   | 12月8日       | 幻のヒマラヤアゲハ                          | 久保田圭司            |          | 高須賀勝己 | 椛島義夫 |
| 37   | 12月15日      | ねらわれたキャッツアイ                      | 花園由宇保            |          | 西山祐次   | 大宅幸男 |
| 37   | 12月15日      | ゴキブリゴクロウを消せ！                    | ひらたてつ            |          | 岡嶋国敏   | 椛島義夫 |
| 38   | 12月22日      | ウルトラサーブだテニスで勝負！              | 杉原恵                |          | 高須賀勝己 | 大宅幸男 |
| 38   | 12月22日      | ねらわれた沈没船                            | まるおけいこ          |          | 西山祐次   | 椛島義夫 |
| 39   | 1984年 1月5日 | ゴクロウ恋の大バクハツ!!                    | 岡本香織              |          | 不詳       | 大宅幸男 |
| 39   | 1984年 1月5日 | あれ!? カナリーの結婚式!!                   | 杉原恵                |          | 不詳       | 椛島義夫 |
| 40   | 1月12日       | ボギー巡査のつら〜い一日                    | 杉原恵                |          | 高須賀勝己 | 大宅幸男 |
| 40   | 1月12日       | 恐怖のフランケン城                          | 吉岡一夫              |          | 西山祐次   | 椛島義夫 |
| 41   | 1月19日       | タイムマシーンだ！恐竜時代!!                | 桜井正明              |          | 岡嶋国敏   | 大宅幸男 |
| 41   | 1月19日       | 体操はウルトラC調!?                         | 岡村香織              |          | 西山祐次   | 椛島義夫 |
| 42   | 1月26日       | 野球ゲームだ！スーパースター                | ひらたてつ            |          | 高須賀勝己 | 大宅幸男 |
| 42   | 1月26日       | 激突!! イーグルスvsアルバトロス             | ひらたてつ            |          | 岡嶋国敏   | 椛島義夫 |
| 43   | 2月2日        | 危機！アマゾネス軍団来襲                    | まるおけいこ          |          | 西山祐次   | 大宅幸男 |
| 43   | 2月2日        | 謎のUFO！未知との遭遇                       | 大久保昌一良          |          | 高須賀勝己 | 椛島義夫 |
| 44   | 2月9日        | チャレンジクイズだ！大逆転                  | 桜井正明              |          | 岡嶋国敏   | 大宅幸男 |
| 44   | 2月9日        | 決闘！番長をやっつけろ!!                    | 久保田圭司            |          | 西山祐次   | 椛島義夫 |
| 45   | 2月16日       | 宇宙怪獣大戦争                              | ひらたてつ            |          | 高須賀勝己 | 大宅幸男 |
| 45   | 2月16日       | かぐや姫の宿題!?                            | まるおけいこ          |          | 岡嶋国敏   | 椛島義夫 |
| 46   | 2月23日       | 女王陛下のダイヤモンド                      | 花園由宇保            |          | 西山祐次   | 大宅幸男 |
| 46   | 2月23日       | ヒコーキ野郎大空の対決                      | 久保田圭司            |          | 高須賀勝己 | 椛島義夫 |
| 47   | 3月1日        | 誕生日殺人事件!?                            | 杉原恵                |          | 岡嶋国敏   | 大宅幸男 |
| 47   | 3月1日        | 恐怖のサンダー最後の反撃                    | 大久保昌一良          |          | 高須賀勝己 | 椛島義夫 |
| 48   | 3月8日        | ソクラテス最良の日 （大統領がやってきた！） | 岡村香織              |          | 西山祐次   | 大宅幸男 |
| 48   | 3月8日        | ハムサンド伯爵殺人事件                      | 花園由宇保            |          | 岡嶋国敏   | 椛島義夫 |
| 49   | 3月15日       | イーグルサムは二度死ぬ!?                    | ひらたてつ            |          | 高須賀勝己 | 大宅幸男 |
| 49   | 3月15日       | バーディランドに春よ恋                      | 浜田和信              |          | 西山祐次   | 椛島義夫 |
| 50   | 3月22日       | 決死のグレートレース                        | 浜田和信              |          | 岡嶋国敏   | 大宅幸男 |
| 50   | 3月22日       | 逆襲！ヒョーキン寺の嵐                      | 吉岡一夫              |          | 西山祐次   | 椛島義夫 |
| 51   | 3月29日       | 悪夢のバーディーランド危機一髪！            | 杉原恵                |          | 岡嶋国敏   | 大宅幸男 |
| 51   | 3月29日       | オリンピックへGo!!                          | 桜井正明              |          | 高須賀勝己 | 椛島義夫 |

### 放送局
特筆の無い場合は1984年2月中旬 - 3月上旬時点。
| 放送対象地域   | 放送局         | 系列    | 放送日時                               | 備考                            |
| -------------- | -------------- | ------- | -------------------------------------- | ------------------------------- |
| 関東広域圏     | 東京放送       | TBS系列 | 木曜 19:00 - 19:30                     | 製作局 現・TBSテレビ            |
| 北海道         | 北海道放送     | TBS系列 | 木曜 19:00 - 19:30                     |                                 |
| 宮城県         | 東北放送       | TBS系列 | 木曜 19:00 - 19:30                     |                                 |
| 福島県         | テレビユー福島 | TBS系列 | 木曜 19:00 - 19:30                     | 1983年12月1日のサービス放送より |
| 新潟県         | 新潟放送       | TBS系列 | 木曜 19:00 - 19:30                     |                                 |
| 石川県         | 北陸放送       | TBS系列 | 木曜 19:00 - 19:30                     |                                 |
| 島根県・鳥取県 | 山陰放送       | TBS系列 | 木曜 19:00 - 19:30                     |                                 |
| 岡山県・香川県 | 山陽放送       | TBS系列 | 木曜 19:00 - 19:30                     | 現・RSK山陽放送                 |
| 広島県         | 中国放送       | TBS系列 | 木曜 19:00 - 19:30                     | [ 注 10 ]                       |
| 福岡県         | RKB毎日放送    | TBS系列 | 木曜 19:00 - 19:30                     |                                 |
| 熊本県         | 熊本放送       | TBS系列 | 木曜 19:00 - 19:30                     |                                 |
| 大分県         | 大分放送       | TBS系列 | 木曜 19:00 - 19:30                     |                                 |
| 青森県         | 青森テレビ     | TBS系列 | 土曜 17:00 - 17:30                     |                                 |
| 岩手県         | 岩手放送       | TBS系列 | 木曜 17:00 - 17:30                     | 現・IBC岩手放送                 |
| 山梨県         | テレビ山梨     | TBS系列 | 日曜 17:00 - 17:30                     |                                 |
| 静岡県         | 静岡放送       | TBS系列 | 土曜 17:00 - 17:30 →土曜 7:00 - 7:30   |                                 |
| 中京広域圏     | 中部日本放送   | TBS系列 | 土曜 16:30 - 17:00                     | 現・CBCテレビ                   |
| 近畿広域圏     | 毎日放送       | TBS系列 | 土曜 17:00 - 17:30                     |                                 |
| 高知県         | テレビ高知     | TBS系列 | 土曜 17:00 - 17:30 →土曜 7:00 - 7:30   |                                 |
| 長崎県         | 長崎放送       | TBS系列 | 日曜 16:30 - 17:00 →木曜 17:20 - 17:50 |                                 |
| 宮崎県         | 宮崎放送       | TBS系列 | 土曜 17:00 - 17:30                     | 1984年4月14日まで放送           |
| 鹿児島県       | 南日本放送     | TBS系列 | 金曜 19:00 - 19:30                     |                                 |
| 沖縄県         | 琉球放送       | TBS系列 | 日曜 16:30 - 17:00                     | 1984年4月15日まで放送           |

## 関連商品

### 出版物
内容や登場キャラクターなどはテレビアニメに準拠。
- 講談社のこどもテレビブック（講談社）
  - イーグルサム 1 たんていサムとうじょう！（1983年5月、ISBN 4-06-108566-2）
  - イーグルサム 2 びっくりおばけたいじ（1983年7月、ISBN 4-06-108570-0）
- たのしい幼稚園テレビ絵本 イーグルサムシリーズ（講談社）
  - イーグルサム ふしぎなシルクハット（1983年5月、ISBN 4-06-174307-4）
  - イーグルサム なまずだいさくせん（1983年7月、ISBN 4-06-174309-0）
- おともだち絵本シリーズ テレビえほん（講談社）
  - イーグルサムがやってきた（1983年5月、ISBN 4-06-175601-X）
  - ぼくはすてきなイーグルサム（1983年7月、ISBN 4-06-175607-9）
- ひかりのくに テレビ絵本（ひかりのくに）
  - イーグルサム 1 サムのたんじょうパーティ（1983年、ISBN 4-564-05174-1）
  - イーグルサム 2 ピクニックのまき（1983年、ISBN 4-564-05176-8）

### 電子ゲーム
- エポック社のLCDゲーム イーグルサムの聖火（エポック社）
- エポック社のLCDゲーム イーグルサムの五輪（エポック社）

### 特典グッズなど
- オリンピックイーグルサムグラス（日本コカ・コーラ） - コカ・コーラ、ファンタ、スプライトの500ml缶を6本購入すると1個プレゼントされた。底面にはコースターが付属している。パッケージカラー、コースターの色はオリンピックの五輪に因み、全部で5種類が存在した。
- 1984ロサンゼルスオリンピックラッセルヨーヨー（日本コカ・コーラ） - デザイン名スペシャルスピン。裏面にイーグルサムのイラストが描かれている。
- ファイアーキングマグロサンゼルスオリンピック（日本マクドナルド） - ガラス製のマグカップ。側面にイーグルサムが描かれている。
- イーグルサムカップ - カフェボール、茶碗、コップの3種類が存在した。
- フジカラーHR （富士フイルム） - 1983年7月から行われた'84ロサンゼルスオリンピックキャンペーンの一環で、イーグルサムとロサンゼルスオリンピックのシンボルマークをプリントした特製パッケージ版を発売。イーグルサムは同社の広告・販促に広く用いられ、プラバッジやリュックサックなどのグッズが製作されている。
- イーグルサムポット（東芝） - 2種類がセットになっていた。1983年4月1日から同年5月31日までに東芝の店舗で冷凍冷蔵庫・優凍生を購入するとプレゼントされた。同製品のテレビCMにも登場している。
- イーグルサムアイス